# 날 봐, 귀순
날 봐, 귀순(영어: Look at Me, Gwisoon)은 대한민국의 음악 그룹 빅뱅의 대성의 2008년에 발매된 노래이다. 2014년 7월 16일 발매된 대성의 두 번째 정규 음반 D'slove과 10월 29일 발매된 첫 엔카 미니 음반 でぃらいと에 일본어 버전으로 수록 되었다.

## 배경
2008년 6월 12일, YG 엔터테인먼트의 양현석 대표는 YG 공식 홈페이지를 통해 “빅뱅의 리더이자 프로듀서인 지드래곤이 대성을 위해 새로운 곡을 만들고 있다고 했다. 당시에는 다음 앨범에 들어갈 대성의 솔로곡을 만들고 있나 보다 라고만 생각했었는데, 며칠 뒤에 만들어 온 곡이 트로트여서 저도 어리둥절 했다.”고 밝히며. “아무리 그래도 빅뱅의 이미지에 트로트는 조금 그렇지 않나라는 생각이 들었지만, 생각을 조금 바꾸니 못 부를 것도 없더라. 대성에게 직접 녹음을 시켜봤는데 곡이 제 주인을 만나 날개를 단 느낌이 들었다. 콘서트에서 부를 목적으로 만든 곡이기 때문에 앨범에 수록하거나 뮤직비디오 및 활동 계획은 전혀 없다. 하지만 요즘 이 곡을 듣고 있자니 이대로 묻어 버리기엔 너무 아깝다는 생각이 들어 온라인 음악 사이트를 통해 디지털 싱글로 공개할까 한다.”라고 밝혔다.
이 노래를 만든 지드래곤은 "날 봐, 귀순"은 사실 자신의 이야기라며 곡의 탄생 배경에 대해 설명하기도 했는데, 지드래곤은 “귀순이란 이름은 지난 2006년 빅뱅이 한 소개팅 프로그램에 출연했을 당시 만났던 여성 분의 이름으로 옥동자 콘테스트에서 1위를 하셨던 귀선이란 분이셨는데 이름을 귀순으로 잘못 듣고 말았다. 내가 1차 탈락자였는데 그 때의 아픈 심정을 "날봐, 귀순"이란 곡으로 만들게 됐다.”고 밝혔다.
YG 엔터테인먼트의 첫 트로트 음반이자, 힙합 그룹 빅뱅 멤버들로부터 만들어지고 불린 노래라고는 생각하기 힘들만큼 전혀 다른 트로트 장르의 곡으로 거미, G-Dragon, 스토니스컹크의 KUSH가 코러스를 담당하기도 했다.

## 뮤직 비디오
2014년 7월 16일 발매된 대성의 두 번째 정규 음반 D'slove과 10월 29일 발매된 첫 엔카 미니 음반 でぃらいと에 일본어 버전으로 수록 되어, 뮤직 비디오가 제작 되었는데 그룹의 멤버 G-Dragon이 특별 출연하였다.

## 평가
이 노래는 발매와 동시에 한국의 각종 유명 음원 차트의 1위를 차지하며 많은 화제를 모았다. 2008년 6월 16일 싸이월드에서는 3위로 진입 이후 순식간에 1위 자리를 꿰찼는데, 이는 같은 차트에 원더걸스의 "So Hot"을 비롯해 크라운 제이, 태양, MC몽 등과의 경쟁에서 일궈낸 성과라 더욱 이목을 끌었다. 뿐만 아니라 이 곡을 접한 네티즌 사이에서는 “멜로디가 귀에 착착 감길 정도로 한 번만 들어도 따라 부를 수 있을 정도로 쉽다.”, “대성의 간드러진 목소리와 재미있는 가사가 자꾸 따라 부르게 만든다”, “장난 삼아 만들었다고 하더니 제대로 된 트로트곡이다” 등의 기대 이상이라는 호평들이 쏟아졌으며, 네이버, 다음 등에서도 관련 글들이 검색어 1, 2위를 차지하며 뜨거운 관심을 받았다.
2008년 6월 21일과 22일에 서울 잠실 실내체육관에서 열린 빅뱅의 전국투어 콘서트 2008 Global Warning Tour에서 첫 무대를 선보였다.

## 트랙 리스트
| #            | 제목            | 작사         | 작곡           | 편곡         | 재생 시간 |
| ------------ | --------------- | ------------ | -------------- | ------------ | --------- |
| 1.           | 〈날 봐, 귀순〉 | G-Dragon     | G-Dragon, KUSH | 김정묵       | 2:50      |
| 총 재생 시간 | 총 재생 시간    | 총 재생 시간 | 총 재생 시간   | 총 재생 시간 | 2:50      |